# NHL (2012/2013)
Sezon NHL 2012/2013 – 95. sezon rozgrywek National Hockey League, a 96. jej działalności. Pierwsze mecze sezonu odbyły się 19 stycznia 2013. W tym dniu odbyło się trzynaście spotkań w tym konfrontacja: Chicago Blackhawks oraz obrońcy tytułu mistrzowskiego Los Angeles Kings. Sezon zasadniczy zakończy się 28 kwietnia 2013 roku. Faza play-off i ostatni mecz sezonu miał miejsce 24 czerwca 2013.

## Wydarzenia przedsezonowe

### NHL Entry Draft 2012
W dniach 22–23 czerwca 2012 roku w stanie Pensylwania w mieście Pittsburgh w hali Consol Energy Center odbędzie się pięćdziesiąty w historii draft, w którym drużyny NHL mogą wybrać zawodników, którzy urodzili się pomiędzy 1 stycznia 1992 a 14 września 1994 roku. Z numerem pierwszym wybranym został Rosjanin Nail Jakupow, pochodzący z klubu Sarnia Sting, prawoskrzydłowy ten został wybrany przez drużynę Edmonton Oilers. Łącznie zostało wybranych 211 graczy z 11 państw: 98 z Kanady, 56 ze Stanów Zjednoczonych, Szwecji, Rosji, Finlandii, Czech, Szwajcarii, Łotwy, Danii, Białorusi i Francji.
Był to drugi w historii draft w tym mieście. Poprzednio w 1997 w Mellon Arena jako pierwszy wybrany został Joe Thornton.

### Porozumienie z KHL
W lipcu 2012 roku zostało podpisane tzw. Memorandum Zrozumienia (ang. Memorandum of Understanding) pomiędzy władzami KHL i NHL. Treść umowy potwierdza potrzebę respektowania zawodowych kontraktów hokeistów w obu ligach i zobowiązuje obie strony do śledzenia zestawu procedur mających na celu uniknięcie sytuacji konfliktowych powstałych podczas transferowania zawodników z jednej ligi do drugiej. Pierwsza umowa tego typu została podpisana przed poprzednim sezonem w dniu 30 czerwca 2011 roku. Nowy protokół parafowali prezydent KHL, Aleksandr Miedwiediew i zastępca komisarza NHL, Bill Daly. Zapisy umowy są ważne do 30 czerwca 2013 roku.
Porozumienie zawiera osiem punktów, które określają, że ligi będą wymieniać dane na temat wszelkich graczy, którzy mają obowiązujące kontrakty z klubami KHL i NHL:
- Obie ligi mają obowiązek aktualizować bazę danych kontraktów zawodników co tydzień po najnowszych zmianach.
- Obie ligi powinny wymieniać swoje listy wolnych agentów.
- KHL i NHL będą szanować nawzajem swoje kontrakty oraz uznawać i wspierać główną zasadę, iż zawodnik w ramach umowy z klubem z jednej ligi nie może wypełniać żadnych zobowiązań wobec klubu z innej ligi w okresie obowiązującej go umów.
- W razie jakiegokolwiek konfliktu lub nieporozumienia obie strony wyznaczają oficjalnych przedstawicieli do prowadzenia negocjacji.
- Celem negocjacji strony zobowiązują się dostarczyć wszystkie dokumenty dotyczące danego gracza.
- Miejscem prowadzenia negocjacji są Toronto lub Nowy Jork.
- NHL i KHL są zobowiązane zrobić wszystko co w ich mocy, aby osiągnąć porozumienie dotyczące każdego gracza kwestionującego status umowy, w tym przypadku konfliktów pracowniczych, sporów umownych itp.
- W razie gdyby nie udało się osiągnąć konsensusu, każda ze stron zastrzega prawo do działania w taki sposób, który uzna za stosowny w takich okolicznościach.

### Lokaut
Rozpoczęcie sezonu było uzależnione od podpisania nowej umowy tzw. CBA, która obowiązywała od 2005 do 15 września 2012 roku. 16 września 2012 roku komisarz ligi, Gary Bettman ogłosił lokaut. Po wygaśnięciu Zbiorowego Układu Pracy, nie powiodły się pertraktacje właścicieli 30 klubów ze Związkiem Zawodowym Graczy (NHLPA) w sprawie podziału zysków, przez co nie została podpisana nowa umowa. Na początku października 2012 roku oficjalnie odwołano 82 mecze sezonu, które miały być rozegrane w dniach 11–24 października. Pod koniec października, w wyniku braku porozumienia, odwołano mecze do 30 listopada. W listopadzie przedłożono odwołanie do 14 grudnia. Ostatecznie zakończył się 6 stycznia 2013 roku. Ostatecznie odwołano 625 spotkań, które miały się odbyć do 14 stycznia, stanowi to 50,8 procent gier planowanych na sezon zasadniczy, w tym NHL Winter Classic. Mecz gwiazd planowany w Columbus odbędzie się w tym mieście w 2014 lub 2015 roku.
Zakończenie lokautu nastąpiło na początku stycznia 2013 roku. 9 stycznia właściciele klubów podpisali nową umowę zbiorową, a 11 stycznia w powszechnym głosowaniu na zapisy umowy zgodzili się zawodnicy ligowi. Umowa obowiązuje na okres dziesięciu lat.

## Sezon regularny
Początkowo inaugurujące spotkania planowano na 11 października 2012 roku. W tym dniu odbyć się miały cztery spotkania. Jednak z powodu lockoutu pierwsze spotkania odbyły się 19 stycznia 2013 roku.
Po raz pierwszy od sześciu lat nie odbyło się rozpoczęcie sezonu meczami w Europie. Na dzień 27 stycznia 2013 roku w Columbus w hali Nationwide Arena planowano rozegrać NHL All-Star Game jednak z powodu lokautu anulowano. Sezon zasadniczy zakończy się 27 kwietnia 2013 roku.
Wskutek długotrwałego lokautu zmianom uległ terminarz meczów. Zdecydowano, iż każda drużyna rozegra w sezonie zasadniczym 48 spotkań, w tym 18 z rywalami w dywizji oraz 30 z zespołami z własnej konferencji. Tym samym nie będzie rywalizacji pomiędzy zespołami z różnych konferencji. Początek sezonu wyznaczono na 19 stycznia 2013 roku, wówczas odbyło się trzynaście meczów inauguracyjnych.
Ceremonia rozpoczęcia sezonu odbyła się w hali obrońcy tytułu Los Angeles Kings – Staples Center. W meczu tym padła pierwsza bramka sezonu, którą dla drużyny gości (Chicago Blackhawks) zdobył Patrick Kane.
Najlepszy start w sezonie zasadniczym odniosła drużyna San Jose Sharks, która zwyciężyła w pierwszych siedmiu spotkaniach sezonu, ustanawiając rekord organizacji. Zawodnik tej drużyny – Patrick Marleau w pierwszych czterech meczach sezonu zdobył najmniej dwie bramki w spotkaniu. Passa ta jest wyrównaniem najdłuższej takiej passy w historii NHL. Ostatni raz wyczyn ten miał miejsce w sezonie 1917/1918, kiedy to również Cy Denneny w czterech pierwszych meczach zdobył przynajmniej dwie bramki. Marleau jako pierwszy zawodnik w historii drużyny z San Jose uzyskując w pierwszych pięciu meczach przynajmniej jedną bramkę.
22 lutego 2013 roku zespół Chicago Blackhawks ustanowił rekord ligi w ilości nieprzegranych meczów w regulaminowym czasie gry od początku sezonu zasadniczego. W kolejnych 17 spotkaniach drużyna czternastokrotnie zwyciężyła oraz trzykrotnie przegrała po serii rzutów karnych. Dotychczasowy rekord należał do drużyny Anaheim Ducks, został ustanowiony w sezonie 2006/2007. Drużyna z Kalifornii nie przegrała wtedy 16 kolejnych spotkań. Ostatecznie seria zakończyła się 8 marca meczem z Colorado Avalanche, uzyskując serię 24 meczów bez porażki w regulaminowym czasie gry.
6 kwietnia zespół Chicago Blackhawks jako pierwszy z grona drużyn uczestniczących w rywalizacji o awans do fazy rozgrywek posezonowych, zapewniła sobie w nich występ. Stało się to po zwycięstwie nad drużyną z Nashville.
Pierwotny termin zakończenia rozgrywek zasadniczych uległ zmianie. Początkowo planowano zakończyć sezon 27 kwietnia, jednak z powodu zamachu podczas maratonu w Bostonie terminy trzech meczów przeniesiono m.in. mecz pomiędzy Bostonem a Ottawą dzień po planowanym zakończeniu sezonu zasadniczego.
Zwycięzcą sezonu zasadniczego została drużyna Chicago Blackhawks, kończąc go z dorobkiem 77 punktów. Jest to lepszy wynik w porównaniu do również skróconego przez lokaut sezonu 1994/1995. Najskuteczniejszym zawodnikiem został Martin St. Louis, który w wieku 37 lat stał się najstarszym zdobywcą Art Ross Memorial Trophy. Zawodnik ten również najczęściej asystował w zdobywaniu bramek (43 razy). Królem strzelców oraz zdobywcą po raz trzeci Maurice Richard Trophy został Aleksandr Owieczkin.

### Tytuły indywidualne
Lista zawodników wyróżnionych przez ligę NHL:
| Miesiąc  | Pierwsza Gwiazda                          | Druga Gwiazda                       | Trzecia Gwiazda                            | Pierwszoroczniak                      |
| -------- | ----------------------------------------- | ----------------------------------- | ------------------------------------------ | ------------------------------------- |
| Styczeń  | Craig Anderson (Ottawa Senators)          | Patrick Marleau (San Jose Sharks)   | Thomas Vanek (Buffalo Sabres)              | Władimir Tarasienko (St. Louis Blues) |
| Luty     | Steven Stamkos (Tampa Bay Lightning)      | Sidney Crosby (Pittsburgh Penguins) | Ray Emery (Chicago Blackhawks)             | Jonathan Huberdeau (Florida Panthers) |
| Marzec   | Sidney Crosby (Pittsburgh Penguins)       | P.K. Subban (Montreal Canadiens)    | Siergiej Bobrowski (Columbus Blue Jackets) | Jake Muzzin (Los Angeles Kings)       |
| Kwiecień | Aleksandr Owieczkin (Washington Capitals) | Brian Elliott (St. Louis Blues)     | Derek Stepan (New York Rangers)            | Nail Jakupow (Edmonton Oilers)        |

### Tabela
Tabela końcowa
| Konferencja Wschodnia        |                     |    |    |    |    |         |     |     |
| Dywizja Atlantycka           |                     |    |    |    |    |         |     |     |
| Lp.                          | Drużyna             | M  | Z  | P  | DK | Br      | Bl  | Pkt |
| 1                            | Pittsburgh Penguins | 48 | 36 | 12 | 0  | 165-119 | +46 | 72  |
| 2                            | New York Rangers    | 48 | 26 | 18 | 4  | 130-112 | +18 | 56  |
| 3                            | New York Islanders  | 48 | 24 | 17 | 7  | 139-139 | 0   | 55  |
| 4                            | Philadelphia Flyers | 48 | 23 | 22 | 3  | 133-141 | -8  | 49  |
| 5                            | New Jersey Devils   | 48 | 19 | 19 | 10 | 112-129 | -17 | 48  |
| Dywizja Północno-wschodnia   |                     |    |    |    |    |         |     |     |
| Lp.                          | Drużyna             | M  | Z  | P  | DK | Br      | Bl  | Pkt |
| 1                            | Montreal Canadiens  | 48 | 29 | 14 | 5  | 149-126 | +23 | 63  |
| 2                            | Boston Bruins       | 48 | 28 | 14 | 6  | 131-109 | +22 | 62  |
| 3                            | Toronto Maple Leafs | 48 | 26 | 17 | 5  | 145-133 | +12 | 57  |
| 4                            | Ottawa Senators     | 48 | 25 | 17 | 6  | 116-104 | +12 | 56  |
| 5                            | Buffalo Sabres      | 48 | 21 | 21 | 6  | 125-143 | -18 | 48  |
| Dywizja Południowo-zachodnia |                     |    |    |    |    |         |     |     |
| Lp.                          | Drużyna             | M  | Z  | P  | DK | Br      | Bl  | Pkt |
| 1                            | Washington Capitals | 48 | 27 | 18 | 3  | 149-130 | +19 | 57  |
| 2                            | Winnipeg Jets       | 48 | 24 | 21 | 3  | 128-144 | -16 | 51  |
| 3                            | Carolina Hurricanes | 48 | 19 | 25 | 4  | 128-160 | -32 | 42  |
| 4                            | Tampa Bay Lightning | 48 | 18 | 26 | 4  | 148-150 | -2  | 40  |
| 5                            | Florida Panthers    | 48 | 15 | 27 | 6  | 112-171 | -59 | 36  |

| Konferencja Zachodnia      |                       |    |    |    |    |         |     |     |
| Dywizja Centralna          |                       |    |    |    |    |         |     |     |
| Lp.                        | Drużyna               | M  | Z  | P  | DK | Br      | Bl  | Pkt |
| 1                          | Chicago Blackhawks    | 48 | 36 | 7  | 5  | 155-102 | +53 | 77  |
| 2                          | St. Louis Blues       | 48 | 29 | 17 | 2  | 129-115 | +14 | 60  |
| 3                          | Detroit Red Wings     | 48 | 24 | 16 | 8  | 124-115 | +9  | 56  |
| 4                          | Columbus Blue Jackets | 48 | 24 | 17 | 7  | 120-119 | +1  | 55  |
| 5                          | Nashville Predators   | 48 | 16 | 23 | 9  | 111-139 | -28 | 41  |
| Dywizja Północno-zachodnia |                       |    |    |    |    |         |     |     |
| Lp.                        | Drużyna               | M  | Z  | P  | DK | Br      | Bl  | Pkt |
| 1                          | Vancouver Canucks     | 48 | 26 | 15 | 7  | 127-121 | +6  | 59  |
| 2                          | Minnesota Wild        | 48 | 26 | 19 | 3  | 122-127 | -5  | 55  |
| 3                          | Edmonton Oilers       | 48 | 19 | 22 | 7  | 125-134 | -9  | 45  |
| 4                          | Calgary Flames        | 48 | 19 | 25 | 4  | 128-160 | -32 | 42  |
| 5                          | Colorado Avalanche    | 48 | 16 | 25 | 7  | 116-152 | -36 | 39  |
| Dywizja Pacyficzna         |                       |    |    |    |    |         |     |     |
| Lp.                        | Drużyna               | M  | Z  | P  | DK | Br      | Bl  | Pkt |
| 1                          | Anaheim Ducks         | 48 | 30 | 12 | 6  | 140-118 | +22 | 66  |
| 2                          | Los Angeles Kings     | 48 | 27 | 16 | 5  | 133-118 | +15 | 59  |
| 3                          | San Jose Sharks       | 48 | 25 | 16 | 7  | 124-116 | +8  | 57  |
| 4                          | Phoenix Coyotes       | 48 | 21 | 18 | 9  | 125-131 | -6  | 51  |
| 5                          | Dallas Stars          | 48 | 22 | 22 | 4  | 130-142 | -12 | 48  |

Legenda: Lp. – miejsce, M – mecze, Z – zwycięstwa, P – porażki, DK – porażki po dogrywce lub rzutach karnych, Br – bramki, Bl – bilans bramkowy, Pkt – punkty     = mistrz dywizji,     = awans do playoff

### Statystyki

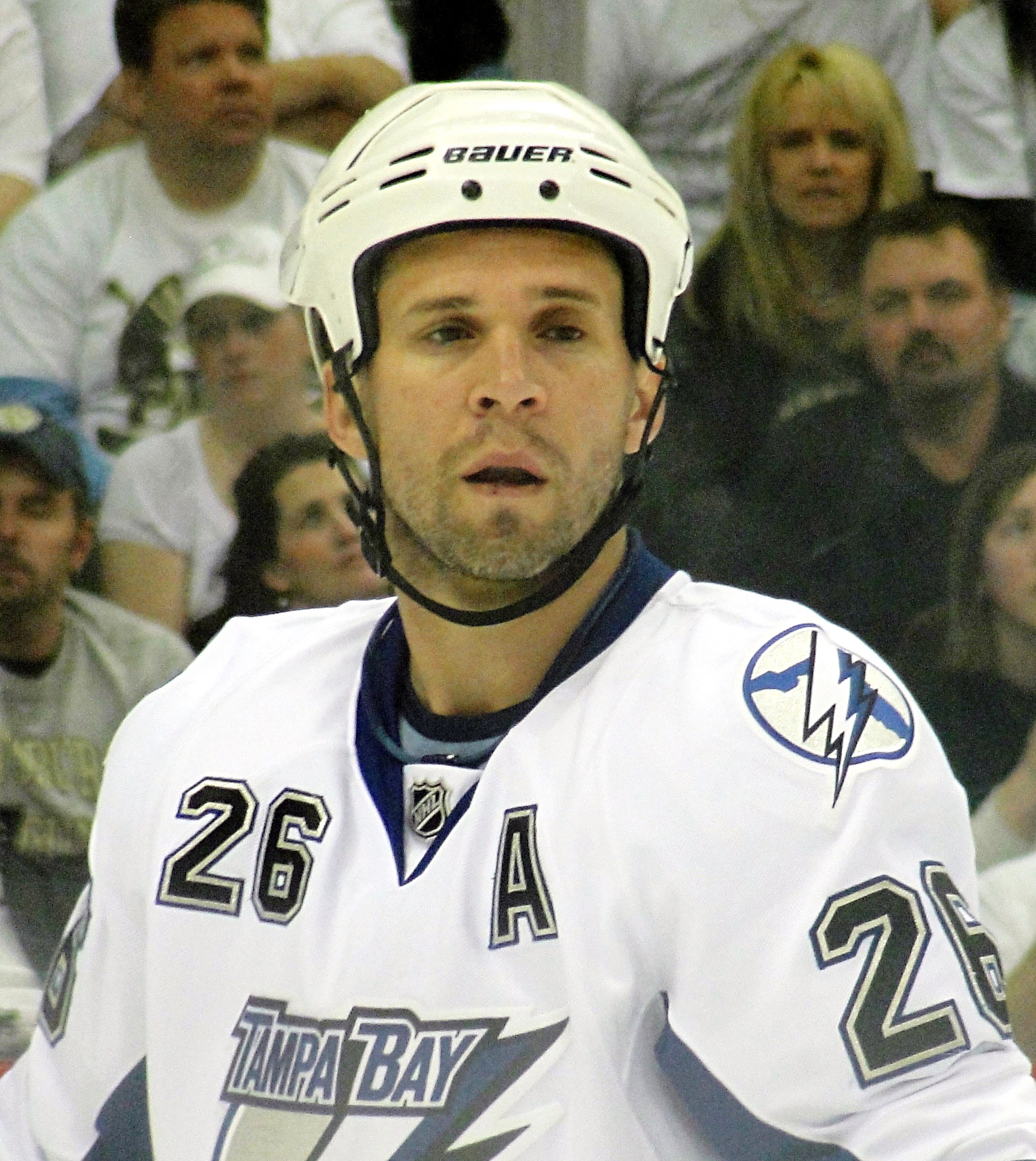
Martin St. Louis – najskuteczniejszy zawodnik rundy zasadniczej

Statystyki zaktualizowane po wszystkich 720 meczach:
Zawodnicy z pola:
| Gole                | Gole | Asysty            | Asysty | Punkty              | Punkty | +/−            | +/− |
| ------------------- | ---- | ----------------- | ------ | ------------------- | ------ | -------------- | --- |
| Aleksandr Owieczkin | 32   | Martin St. Louis  | 43     | Martin St. Louis    | 60     | Pascal Dupuis  | +31 |
| Steven Stamkos      | 29   | Sidney Crosby     | 41     | Steven Stamkos      | 57     | Chris Kunitz   | +30 |
| John Tavares        | 28   | Nicklas Bäckström | 40     | Aleksandr Owieczkin | 56     | Jonathan Toews | +28 |
| Jeff Carter         | 26   | Henrik Zetterberg | 37     | Sidney Crosby       | 56     | Sidney Crosby  | +26 |
| Patrick Kane        | 23   | Mike Ribeiro      | 36     | Patrick Kane        | 55     | Derek Stepan   | +25 |

Bramkarze:
| Obrony (w %)       | Obrony (w %) | GAA                | GAA  | Shutouty       | Shutouty | Zwycięstwa        | Zwycięstwa |
| ------------------ | ------------ | ------------------ | ---- | -------------- | -------- | ----------------- | ---------- |
| Craig Anderson     | .941         | Craig Anderson     | 1.69 | Jimmy Howard   | 5        | Henrik Lundqvist  | 24         |
| Siergiej Bobrowski | .932         | Corey Crawford     | 1.94 | Tuukka Rask    | 5        | Antti Niemi       | 24         |
| Tuukka Rask        | .930         | Tuukka Rask        | 1.97 | Cory Schneider | 5        | Niklas Bäckström  | 24         |
| Cory Schneider     | .927         | Siergiej Bobrowski | 2.00 | Pekka Rinne    | 5        | Marc-André Fleury | 23         |
| Henrik Lundqvist   | .926         | Henrik Lundqvist   | 2.05 | Mike Smith     | 5        | Jewgienij Nabokow | 23         |

## Play-off

### Rozstawienie
Po zakończeniu sezonu zasadniczego 16 zespołów zapewniło sobie start w fazie play-off. Drużyna Chicago Blackhawks zdobywca Presidents’ Trophy uzyskała najlepszy wynik w lidze zdobywając w 48 spotkaniach 77 punktów. Jest to najwyżej rozstawiona drużyna. Kolejne miejsce rozstawione uzupełniają mistrzowie dywizji: Pittsburgh Penguins, Anaheim Ducks, Montreal Canadiens, Vancouver Canucks oraz Washington Capitals.

#### Konferencja Wschodnia

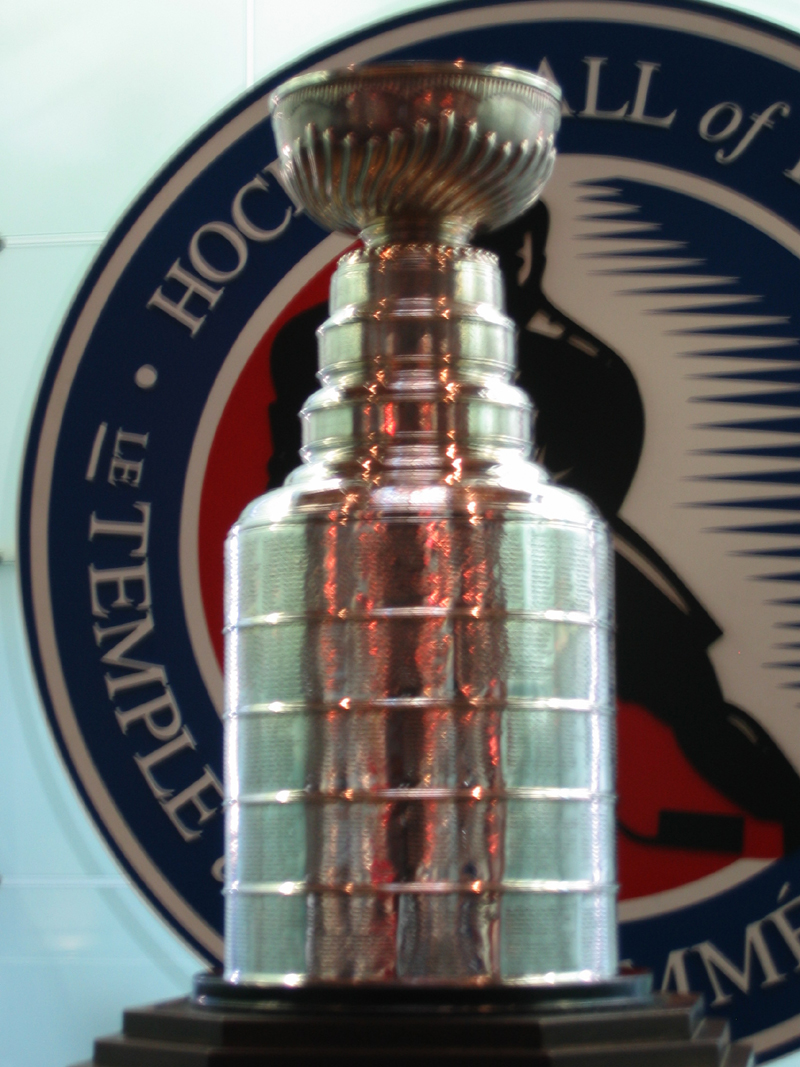
Puchar Stanleya

1. Pittsburgh Penguins – mistrz dywizji atlantyckiej i konferencji wschodniej w sezonie zasadniczym oraz 72 punkty.
2. Montreal Canadiens – mistrz dywizji północno-wschodniej, 63 punkty
3. Washington Capitals – mistrz dywizji południowo-zachodniej, 57 punktów
4. Boston Bruins – 62 punkty (28 zwycięstw)
5. Toronto Maple Leafs – 57 punktów (26 zwycięstw)
6. New York Rangers – 56 punktów (26 zwycięstw)
7. Ottawa Senators – 56 punktów (25 zwycięstw)
8. New York Islanders – 55 punktów (24 zwycięstwa)

#### Konferencja Zachodnia
1. Chicago Blackhawks – mistrz dywizji centralnej i konferencji zachodniej w sezonie zasadniczym, zdobywca Presidents’ Trophy oraz 77 punktów.
2. Anaheim Ducks – mistrz dywizji pacyficznej, 66 punktów
3. Vancouver Canucks – mistrz dywizji północno-zachodniej, 59 punktów
4. St. Louis Blues – 60 punktów (29 zwycięstw)
5. Los Angeles Kings – 59 punktów (27 zwycięstw)
6. San Jose Sharks – 57 punktów (25 zwycięstw)
7. Detroit Red Wings – 56 punktów (24 zwycięstwa)
8. Minnesota Wild – 55 punktów (26 zwycięstw)

### Drzewko playoff
Po zakończeniu sezonu zasadniczego rozpocznie się walka o mistrzostwo ligi w fazie playoff, która rozgrywana będzie w czterech rundach. Drużyna, która zajęła wyższe miejsce w sezonie zasadniczym w nagrodę zostaje gospodarzem ewentualnego siódmego meczu. Z tym, że zdobywca Presidents’ Trophy (w tym wypadku Chicago Blackhawks) zawsze jest gospodarzem siódmego meczu. Wszystkie cztery rundy rozgrywane są w formuje do czterech zwycięstw według schematu: 2-2-1-1-1, czyli wyżej rozstawiony rozgrywa mecze: 1 i 2 oraz ewentualnie 5 i 7 we własnej hali. Niżej rozstawiona drużyna rozgrywa mecze w swojej hali: trzeci, czwarty oraz ewentualnie szósty.
|  |                          |                          |                          |                    |                     |                       |                       |                       |  |  |                    |                    |                    |  |  |                        |                        |                        |
|  | Ćwierćfinały Konferencji | Ćwierćfinały Konferencji | Ćwierćfinały Konferencji |                    |                     | Półfinały Konferencji | Półfinały Konferencji | Półfinały Konferencji |  |  | Finały Konferencji | Finały Konferencji | Finały Konferencji |  |  | Finał Pucharu Stanleya | Finał Pucharu Stanleya | Finał Pucharu Stanleya |
|  | Ćwierćfinały Konferencji | Ćwierćfinały Konferencji | Ćwierćfinały Konferencji |                    |                     | Półfinały Konferencji | Półfinały Konferencji | Półfinały Konferencji |  |  | Finały Konferencji | Finały Konferencji | Finały Konferencji |  |  | Finał Pucharu Stanleya | Finał Pucharu Stanleya | Finał Pucharu Stanleya |
|  |                          |                          |                          |                    |                     |                       |                       |                       |  |  |                    |                    |                    |  |  |                        |                        |                        |
|  |                          |                          |                          |                    |                     |                       |                       |                       |  |  |                    |                    |                    |  |  |                        |                        |                        |
|  | 1                        | Pittsburgh Penguins      | 4                        |                    |                     |                       |                       |                       |  |  |                    |                    |                    |  |  |                        |                        |                        |
|  | 1                        | Pittsburgh Penguins      | 4                        |                    |                     |                       |                       |                       |  |  |                    |                    |                    |  |  |                        |                        |                        |
|  | 8                        | New York Islanders       | 2                        |                    |                     |                       |                       |                       |  |  |                    |                    |                    |  |  |                        |                        |                        |
|  | 8                        | New York Islanders       | 2                        | 1                  | Pittsburgh Penguins | 4                     |                       |                       |  |  |                    |                    |                    |  |  |                        |                        |                        |
|  |                          |                          |                          | 1                  | Pittsburgh Penguins | 4                     |                       |                       |  |  |                    |                    |                    |  |  |                        |                        |                        |
|  | 7                        | Ottawa Senators          | 1                        |                    |                     |                       |                       |                       |  |  |                    |                    |                    |  |  |                        |                        |                        |
|  | 7                        | Ottawa Senators          | 1                        | 2                  | Montreal Canadiens  | 1                     |                       |                       |  |  |                    |                    |                    |  |  |                        |                        |                        |
|  |                          |                          |                          | 2                  | Montreal Canadiens  | 1                     |                       |                       |  |  |                    |                    |                    |  |  |                        |                        |                        |
|  | 7                        | Ottawa Senators          | 4                        |                    |                     |                       |                       |                       |  |  |                    |                    |                    |  |  |                        |                        |                        |
|  | 7                        | Ottawa Senators          | 4                        | 1                  | Pittsburgh Penguins | 0                     |                       |                       |  |  |                    |                    |                    |  |  |                        |                        |                        |
|  | Konferencja Wschodnia    |                          |                          | 1                  | Pittsburgh Penguins | 0                     |                       |                       |  |  |                    |                    |                    |  |  |                        |                        |                        |
|  |                          |                          | 4                        | Boston Bruins      | 4                   |                       |                       |                       |  |  |                    |                    |                    |  |  |                        |                        |                        |
|  | 3                        | Washington Capitals      | 4                        | Boston Bruins      | 4                   | 3                     |                       |                       |  |  |                    |                    |                    |  |  |                        |                        |                        |
|  | 3                        | Washington Capitals      |                          |                    |                     | 3                     |                       |                       |  |  |                    |                    |                    |  |  |                        |                        |                        |
|  | 6                        | New York Rangers         | 4                        |                    |                     |                       |                       |                       |  |  |                    |                    |                    |  |  |                        |                        |                        |
|  | 6                        | New York Rangers         | 4                        | 4                  | Boston Bruins       | 4                     |                       |                       |  |  |                    |                    |                    |  |  |                        |                        |                        |
|  |                          |                          |                          | 4                  | Boston Bruins       | 4                     |                       |                       |  |  |                    |                    |                    |  |  |                        |                        |                        |
|  | 6                        | New York Rangers         | 0                        |                    |                     |                       |                       |                       |  |  |                    |                    |                    |  |  |                        |                        |                        |
|  | 6                        | New York Rangers         | 0                        | 4                  | Boston Bruins       | 4                     |                       |                       |  |  |                    |                    |                    |  |  |                        |                        |                        |
|  |                          |                          |                          | 4                  | Boston Bruins       | 4                     |                       |                       |  |  |                    |                    |                    |  |  |                        |                        |                        |
|  | 5                        | Toronto Maple Leafs      | 3                        |                    |                     |                       |                       |                       |  |  |                    |                    |                    |  |  |                        |                        |                        |
|  | 5                        | Toronto Maple Leafs      | 3                        | W                  | Boston Bruins       | 2                     |                       |                       |  |  |                    |                    |                    |  |  |                        |                        |                        |
|  |                          |                          |                          |                    |                     |                       |                       |                       |  |  |                    |                    |                    |  |  |                        |                        |                        |
|  |                          |                          | Z                        | Chicago Blackhawks | 4                   |                       |                       |                       |  |  |                    |                    |                    |  |  |                        |                        |                        |
|  | 1                        | Chicago Blackhawks       | Z                        | Chicago Blackhawks | 4                   | 4                     |                       |                       |  |  |                    |                    |                    |  |  |                        |                        |                        |
|  | 1                        | Chicago Blackhawks       |                          |                    |                     | 4                     |                       |                       |  |  |                    |                    |                    |  |  |                        |                        |                        |
|  | 8                        | Minnesota Wild           | 1                        |                    |                     |                       |                       |                       |  |  |                    |                    |                    |  |  |                        |                        |                        |
|  | 8                        | Minnesota Wild           | 1                        | 1                  | Chicago Blackhawks  | 4                     |                       |                       |  |  |                    |                    |                    |  |  |                        |                        |                        |
|  |                          |                          |                          | 1                  | Chicago Blackhawks  | 4                     |                       |                       |  |  |                    |                    |                    |  |  |                        |                        |                        |
|  | 7                        | Detroit Red Wings        | 3                        |                    |                     |                       |                       |                       |  |  |                    |                    |                    |  |  |                        |                        |                        |
|  | 7                        | Detroit Red Wings        | 3                        | 2                  | Anaheim Ducks       | 3                     |                       |                       |  |  |                    |                    |                    |  |  |                        |                        |                        |
|  |                          |                          |                          | 2                  | Anaheim Ducks       | 3                     |                       |                       |  |  |                    |                    |                    |  |  |                        |                        |                        |
|  | 7                        | Detroit Red Wings        | 4                        |                    |                     |                       |                       |                       |  |  |                    |                    |                    |  |  |                        |                        |                        |
|  | 7                        | Detroit Red Wings        | 4                        | 1                  | Chicago Blackhawks  | 4                     |                       |                       |  |  |                    |                    |                    |  |  |                        |                        |                        |
|  | Konferencja Zachodnia    |                          |                          | 1                  | Chicago Blackhawks  | 4                     |                       |                       |  |  |                    |                    |                    |  |  |                        |                        |                        |
|  |                          |                          | 5                        | Los Angeles Kings  | 1                   |                       |                       |                       |  |  |                    |                    |                    |  |  |                        |                        |                        |
|  | 3                        | Vancouver Canucks        | 5                        | Los Angeles Kings  | 1                   | 0                     |                       |                       |  |  |                    |                    |                    |  |  |                        |                        |                        |
|  | 3                        | Vancouver Canucks        |                          |                    |                     | 0                     |                       |                       |  |  |                    |                    |                    |  |  |                        |                        |                        |
|  | 6                        | San Jose Sharks          | 4                        |                    |                     |                       |                       |                       |  |  |                    |                    |                    |  |  |                        |                        |                        |
|  | 6                        | San Jose Sharks          | 4                        | 5                  | Los Angeles Kings   | 4                     |                       |                       |  |  |                    |                    |                    |  |  |                        |                        |                        |
|  |                          |                          |                          | 5                  | Los Angeles Kings   | 4                     |                       |                       |  |  |                    |                    |                    |  |  |                        |                        |                        |
|  | 6                        | San Jose Sharks          | 3                        |                    |                     |                       |                       |                       |  |  |                    |                    |                    |  |  |                        |                        |                        |
|  | 6                        | San Jose Sharks          | 3                        | 4                  | St. Louis Blues     | 2                     |                       |                       |  |  |                    |                    |                    |  |  |                        |                        |                        |
|  |                          |                          |                          | 4                  | St. Louis Blues     | 2                     |                       |                       |  |  |                    |                    |                    |  |  |                        |                        |                        |
|  | 5                        | Los Angeles Kings        | 4                        |                    |                     |                       |                       |                       |  |  |                    |                    |                    |  |  |                        |                        |                        |
|  | 5                        | Los Angeles Kings        | 4                        |                    |                     |                       |                       |                       |  |  |                    |                    |                    |  |  |                        |                        |                        |
|  |                          |                          |                          |                    |                     |                       |                       |                       |  |  |                    |                    |                    |  |  |                        |                        |                        |

### Finał Pucharu Stanleya
| Zespół wyżej rozstawiony | Zespół niżej rozstawiony | Wynik serii | Wyniki i terminy meczów | Wyniki i terminy meczów | Wyniki i terminy meczów | Wyniki i terminy meczów | Wyniki i terminy meczów | Wyniki i terminy meczów | Wyniki i terminy meczów |
| Zespół wyżej rozstawiony | Zespół niżej rozstawiony | Wynik serii | 1.                      | 2.                      | 3.                      | 4.                      | 5.                      | 6.                      |                         |
| ------------------------ | ------------------------ | ----------- | ----------------------- | ----------------------- | ----------------------- | ----------------------- | ----------------------- | ----------------------- | ----------------------- |
| Chicago Blackhawks       | Boston Bruins            | 4 : 2       | 12 czerwca              | 15 czerwca              | 17 czerwca              | 19 czerwca              | 22 czerwca              | 24 czerwca              |                         |
| Chicago Blackhawks       | Boston Bruins            | 4 : 2       | 4:3D3                   | 1:2D                    | 0:2                     | 6:5D                    | 3:1                     | 3:2                     |                         |

## Nagrody
| Maurice ‘Rocket’ Richard Trophy       | Aleksandr Owieczkin      | Washington Capitals |                    |                    |                    |                    |
| Art Ross Memorial Trophy              | Martin St. Louis         | Tampa Bay Lightning |                    |                    |                    |                    |
| Calder Memorial Trophy                | Jonathan Huberdeau       | Florida Panthers    |                    |                    |                    |                    |
| Conn Smythe Trophy                    | Patrick Kane             | Chicago Blackhawks  |                    |                    |                    |                    |
| Frank J. Selke Trophy                 | Jonathan Toews           | Chicago Blackhawks  |                    |                    |                    |                    |
| Hart Memorial Trophy                  | Aleksandr Owieczkin      | Washington Capitals |                    |                    |                    |                    |
| James Norris Memorial Trophy          | P.K. Subban              | Montreal Canadiens  |                    |                    |                    |                    |
| King Clancy Memorial Trophy           | Patrice Bergeron         | Boston Bruins       |                    |                    |                    |                    |
| Lady Byng Memorial Trophy             | Martin St. Louis         | Tampa Bay Lightning |                    |                    |                    |                    |
| Lester Patrick Trophy                 | Kevin Allen              |                     |                    |                    |                    |                    |
| Ted Lindsay Award                     | Sidney Crosby            | Pittsburgh Penguins |                    |                    |                    |                    |
| NHL Plus/Minus Award                  | Pascal Dupuis            | Pittsburgh Penguins |                    |                    |                    |                    |
| Roger Crozier Saving Grace Award      | Craig Anderson           | Ottawa Senators     |                    |                    |                    |                    |
| Trofeum Vezina                        | Siergiej Bobrowski       | Washington Capitals |                    |                    |                    |                    |
| William M. Jennings Trophy            | Corey Crawford Ray Emery | Chicago Blackhawks  |                    |                    |                    |                    |
| Mark Messier Leadership Award         | Daniel Alfredsson        | Ottawa Senators     |                    |                    |                    |                    |
| NHL Foundation Player Award           | Henrik Zetterberg        | Detroit Red Wings   |                    |                    |                    |                    |
| Bill Masterton Memorial Trophy        | Josh Harding             | Minnesota Wild      |                    |                    |                    |                    |
| Jack Adams Award                      | Paul MacLean             | Ottawa Senators     |                    |                    |                    |                    |
| NHL General Manager of the Year Award | Ray Shero                | Pittsburgh Penguins |                    |                    |                    |                    |
| Presidents’ Trophy                    | Chicago Blackhawks       | Chicago Blackhawks  | Chicago Blackhawks | Chicago Blackhawks | Chicago Blackhawks | Chicago Blackhawks |
| Prince of Wales Trophy                | Boston Bruins            | Boston Bruins       | Boston Bruins      | Boston Bruins      | Boston Bruins      | Boston Bruins      |
| Clarence S. Campbell Bowl             | Chicago Blackhawks       | Chicago Blackhawks  | Chicago Blackhawks | Chicago Blackhawks | Chicago Blackhawks | Chicago Blackhawks |
| Puchar Stanleya                       | Chicago Blackhawks       | Chicago Blackhawks  | Chicago Blackhawks | Chicago Blackhawks | Chicago Blackhawks | Chicago Blackhawks |